# Saint-Julien-de-Raz
Saint-Julien-de-Raz là một xã của tỉnh Isère, thuộc vùng Rhône-Alpes, đông nam nước Pháp.